# Kecamatan Sebatik Barat
Kecamatan Sebatik Barat (indonesiska: Sebatik Barat) är ett distrikt i Indonesien.   Det ligger i provinsen Kalimantan Utara, i den norra delen av landet, 1 700 km nordost om huvudstaden Jakarta. Kecamatan Sebatik Barat ligger på ön Pulau Sebatik.